# Ersilia Caetani Lovatelli
Ersilia Caetani Lovatelli (Roma, 12 ottobre 1840 – Roma, 22 dicembre 1925) è stata un'archeologa italiana, la prima donna a entrare nell'Accademia dei Lincei nel maggio 1879.

## Biografia
Ersilia Caetani nacque da una famiglia di nobili origini e di idee moderatamente progressiste: sua madre, Callista Rzewuska (1810-1842), apparteneva a una nobile famiglia polacca, mentre il padre, Michelangelo Caetani (1804-1882), che godeva del titolo di principe di Teano e duca di Sermoneta, era stato per pochi mesi ministro pontificio nel 1848.  Il fratello Onorato fu ministro degli esteri.
La memoria della madre, morta quando ella aveva solo due anni, infuse a Ersilia la passione per la cultura cosmopolita, mentre il padre, appassionato di pittura, di scultura e di oreficeria, e autore di saggi danteschi, le trasmise l'amore per il bello e per l'antichità. Ersilia venne educata in casa ed ebbe come istitutore un amico paterno, Ignazio Guidi. Sotto la sua guida Ersilia Caetani alimentò il suo interesse per la storia antica, imparando la lingua latina, il greco antico e il sanscrito.
A diciannove anni, Ersilia sposò nel 1859 Giacomo Lovatelli, discendente di una famiglie patrizia del Ravennate. In quegli stessi anni iniziò attivamente a interessarsi a studi di carattere archeologico, entrando in contatto con le figure più eminenti della ricerca archeologica romana, come Giovanni Battista de Rossi, Rodolfo Lanciani e Carlo Ludovico Visconti. Nel 1864, per iniziativa di Theodor Mommsen, Wilhelm Henzen ed Eduard Gerhard, fu nominata membro onorario dell'Istituto di corrispondenza archeologica di Roma, e nel 1878 pubblicò il suo primo saggio dal titolo La iscrizione di Crescente, auriga circense sul «Bullettino Archeologico Comunale», relativo all'illustrazione di un'ara funeraria scoperta a Roma, in via della Pace.
Dopo la presa di Roma, nel salotto di palazzo Lovatelli convennero anche esponenti del nuovo mondo politico e fu Quintino Sella a decidere che il 15 maggio 1879 la Caetani divenisse, malgrado il suo relativo dilettantismo, membro dell'Accademia dei Lincei, prima donna a varcare la soglia di quella storica istituzione. Ottenne numerosi altri titoli accademici: nel 1879 fu eletta membro dell'Accademia Pontaniana di Napoli, nel 1880 entrò nell'Accademia di San Luca, nel 1882 nella Reale accademia di scienze, lettere e arti di Modena, nel 1891 nella Società reale di Napoli, nel 1893 nella Societé nationale des antiquaires de France e nell'Accademia della Crusca, nel 1894 fu insignita della laurea honoris causa dall'Università di Halle, e divenne socia dell'Alterthums Gesellschaft di Königsberg, nel 1902 dell'Ateneo di scienze, lettere a arti di Bergamo, nel 1908 dell'Österreichisches Archäologisches Institut di Vienna e nel 1910 della Reale accademia di Palermo.
Il marito Giacomo Lovatelli morì il 20 agosto 1879. La Caetani si mantenne in contatto con il filologo Domenico Comparetti, che il padre Michelangelo aveva fatto nominare nel 1859 professore di greco nell'Università di Pisa, e con lo storico e archeologo Franz Cumont, amico di suo marito. Nel tempo, frequentarono la sua casa diversi letterati e studiosi, tra i quali Gabriele D'Annunzio e Giosuè Carducci.
Il 17 ottobre 2014, la casa editrice flower-ed ha inaugurato la collana "Il Salotto di Ersilia", con l'intento di riproporre in edizione digitale gli scritti di Ersilia Caetani Lovatelli: un progetto di digitalizzazione atto a preservare, valorizzare e diffondere i suoi studi.

## Discendenza
Nel 1859 si unì on matrimonio al conte Giacomo Lovatelli (1832-1879), figlio del conte Francesco (1808-1856) e di Donna Costanza Chigi Albani della Rovere (1807-1879). Ebbero due figli e tre figlie:
- Giovanni Lovatelli (nato nel 1859)
- Kalista Lovatelli (nata nel 1860)
- Witold Lovatelli (nato nel 1869)
- Rosalia Lovatelli (nata nel 1872); sposò a Roma il 25 giugno 1900 il conte Carlo Gabrielli-Wiseman (1868–1944), contrammiraglio nella Regia Marina)
- Filippo Lovatelli (1874–1952), scultore; sposò Adelaida Keen Vargas (nata nel 1879) e ne adottò il nipote, Loffredo Gaetani dell'Aquila d'Aragona Lovatelli (1912–1992), figlio di Goffredo Gaetani dell’Aquila d’Aragona (1886–1918) e della sorella di Adelaida, Magdalena Keen Vargas

## Albero genealogico
|                                                              |                                  |                                       | Genitori                             |  |  | Nonni |  |  | Bisnonni                                |  |  | Trisnonni                                 |  |
|                                                              |                                  |                                       |                                      |  |  |       |  |  | Francesco Caetani, XI duca di Sermoneta |  |  | Michelangelo Caetani, X duca di Sermoneta |  |
|                                                              |                                  |                                       |                                      |  |  |       |  |  | Francesco Caetani, XI duca di Sermoneta |  |  | Michelangelo Caetani, X duca di Sermoneta |  |
|                                                              |                                  | Carlotta Zongo Ondedei                |                                      |  |  |       |  |  | Francesco Caetani, XI duca di Sermoneta |  |  |                                           |  |
| Enrico Caetani, XII duca di Sermoneta                        |                                  |                                       |                                      |  |  |       |  |  | Francesco Caetani, XI duca di Sermoneta |  |  |                                           |  |
|                                                              |                                  | Anna Maria Meucci                     | …                                    |  |  |       |  |  |                                         |  |  |                                           |  |
|                                                              |                                  | Anna Maria Meucci                     | …                                    |  |  |       |  |  |                                         |  |  |                                           |  |
|                                                              |                                  | Anna Maria Meucci                     | …                                    |  |  |       |  |  |                                         |  |  |                                           |  |
| Michelangelo Caetani, XIII duca di Sermoneta                 |                                  | Anna Maria Meucci                     |                                      |  |  |       |  |  |                                         |  |  |                                           |  |
|                                                              |                                  | Giovanni Gherardo de Rossi            | Giovanni Francesco Blengini de Rossi |  |  |       |  |  |                                         |  |  |                                           |  |
|                                                              |                                  | Giovanni Gherardo de Rossi            | Giovanni Francesco Blengini de Rossi |  |  |       |  |  |                                         |  |  |                                           |  |
|                                                              |                                  | Giovanni Gherardo de Rossi            | Maddalena Gelpi                      |  |  |       |  |  |                                         |  |  |                                           |  |
| Teresa de Rossi                                              |                                  | Giovanni Gherardo de Rossi            |                                      |  |  |       |  |  |                                         |  |  |                                           |  |
|                                                              |                                  | Clementina Ingami                     | …                                    |  |  |       |  |  |                                         |  |  |                                           |  |
|                                                              |                                  | Clementina Ingami                     | …                                    |  |  |       |  |  |                                         |  |  |                                           |  |
|                                                              |                                  | Clementina Ingami                     | …                                    |  |  |       |  |  |                                         |  |  |                                           |  |
| Ersilia Caetani                                              |                                  | Clementina Ingami                     |                                      |  |  |       |  |  |                                         |  |  |                                           |  |
|                                                              | Seweryn Rzewuski, conte Rzewuski | Wacław Piotr Rzewuski, conte Rzewuski |                                      |  |  |       |  |  |                                         |  |  |                                           |  |
|                                                              | Seweryn Rzewuski, conte Rzewuski | Wacław Piotr Rzewuski, conte Rzewuski |                                      |  |  |       |  |  |                                         |  |  |                                           |  |
|                                                              | Seweryn Rzewuski, conte Rzewuski | Anna z Lubomirskich Rzewuska          |                                      |  |  |       |  |  |                                         |  |  |                                           |  |
| Wacław Seweryn Rzewuski, conte Rzewuski                      | Seweryn Rzewuski, conte Rzewuski |                                       |                                      |  |  |       |  |  |                                         |  |  |                                           |  |
|                                                              |                                  | Konstancja Rzewuska                   | Stanisław Lubomirski                 |  |  |       |  |  |                                         |  |  |                                           |  |
|                                                              |                                  | Konstancja Rzewuska                   | Stanisław Lubomirski                 |  |  |       |  |  |                                         |  |  |                                           |  |
|                                                              |                                  | Konstancja Rzewuska                   | Izabela Czartoryskich                |  |  |       |  |  |                                         |  |  |                                           |  |
| Callista Rzewuska                                            |                                  | Konstancja Rzewuska                   |                                      |  |  |       |  |  |                                         |  |  |                                           |  |
|                                                              |                                  | Aleksander Lubomirski                 | …                                    |  |  |       |  |  |                                         |  |  |                                           |  |
|                                                              |                                  | Aleksander Lubomirski                 | …                                    |  |  |       |  |  |                                         |  |  |                                           |  |
|                                                              |                                  | Aleksander Lubomirski                 | …                                    |  |  |       |  |  |                                         |  |  |                                           |  |
| Rosalia Alessandrina Costanza Teresa Lubomirski, principessa |                                  | Aleksander Lubomirski                 |                                      |  |  |       |  |  |                                         |  |  |                                           |  |
|                                                              |                                  | Rozalia Chodkiewicz                   | Jan Mikołaj Chodkiewic               |  |  |       |  |  |                                         |  |  |                                           |  |
|                                                              |                                  | Rozalia Chodkiewicz                   | Jan Mikołaj Chodkiewic               |  |  |       |  |  |                                         |  |  |                                           |  |
|                                                              |                                  | Rozalia Chodkiewicz                   | Maria Ludwika Rzewuska               |  |  |       |  |  |                                         |  |  |                                           |  |
|                                                              |                                  | Rozalia Chodkiewicz                   |                                      |  |  |       |  |  |                                         |  |  |                                           |  |

## Scritti
- Thanatos, in Atti della Reale Accademia dei Lincei. Memorie della Classe di scienze morali, storiche e filologiche. Anno 284, serie 4, volume 3, Roma, Accademia dei Lincei, 1887,  pp. 43-76.
- Thanatos, Roma, Tipografia dei Lincei, 1888.
- Antichi monumenti illustrati, Roma, Tipografia dei Lincei, 1889.
- Scritti vari, Roma, Tipografia dei Lincei, 1898
- Attraverso il mondo antico, Roma, Loescher, 1901
- Ricerche archeologiche, Roma, Loescher, 1903
- Varia, Roma, Loescher, 1905
- Passeggiate nella Roma antica, Roma, Loescher, 1909
- Aurea Roma, Roma, Loescher, 1915